# Список кардиналов, возведённых папой римским Каликстом III

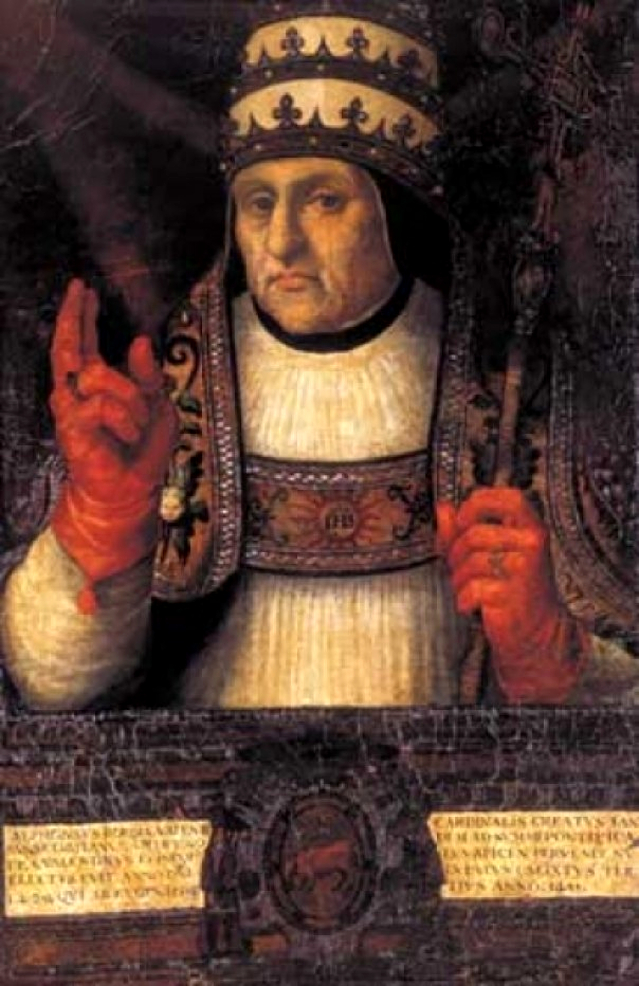
Папа Каликст III

Кардиналы, возведённые Папой римским Каликстом III — 9 прелатов и мирян были возведены в сан кардинала на двух Консисториях за трёхлетний понтификат Каликста III.
Самой крупной консисторией были Консистория от 17 декабря 1456 года, на которой было возведено шесть кардиналов.
Папа Каллист III хотел назвать отца Жан Сорета, O.Carm., епископом или кардиналом, но он отказался, потому что хотел посвятить себя своему ордену и продвижению религиозного рвения и соблюдения устава монашеского ордена.

## Консистория от 17 сентября 1456 года
- Луис Хуан дель Мила-и-Борха, племянник Его Святейшества, епископ Сегорбе (королевство Арагон);
- Жайме де Коимбра, администратор архиепархии Лиссабона (королевство Португалия);
- Родриго де Борха-и-Борха, племянник Его Святейшества, ризничий Валенсии (Папская область).

## Консистория от 17 декабря 1456 года
- Ринальдо Пишичелло, архиепископ Неаполя (Неаполитанское королевство);
- Хуан де Мелья, епископ Саморы (королевство Кастилия);
- Джованни Кастильоне, епископ Павии (Миланское герцогство);
- Энеа Сильвио Пикколомини, епископ Сиены (Сиенская республика);
- Джакомо Тебальди, епископ Монтефельтро (Папская область);
- Ришар Оливье де Лонгей, епископ Кутанса (королевство Франция).